# Đorđe Petrović
Đorđe Petrović (srbsko Ђорђе Петровић), znan kot Karađorđe (Карађорђе, »Črni Jurij«), * 16. november (po julijanskem koledarju 3. november) 1768, Viševac, Osmansko cesarstvo (danes Srbija), † 26. julij (14. julij) 1817, Radovanjski lug, Osmansko cesarstvo (danes Srbija).
Karađorđe Petrović je bil voditelj prve srbske vstaje, upora Srbov izpod Otomanskega imperija v letih 1804-1813.
Rodil se je v revni družini v Šumadiji in se proslavil v Avstrijsko-turški vojni (1788-1791) kot član srbskih prostovoljcev, ki so se proti Turkom bojevali na strani Avstrije. Po porazu leta 1791 se je z družino umaknil na ozemlje avstrijskega cesarstva kjer je živel do 1794, ko je bila razglašena splošna amnestija. Nato se je vrnil v Šumadijo in postal trgovec z živino. Po pomoru srbskih vodij s strani janičarjev (t.i. sječa knezova) v začetku leta 1804, so se Srbi v Beograjskem pašaluku uprli. Karađorđe je bil izbran za voditelja upora in do leta 1816 so uporniki zavzeli vsa večja mesta v pašaluku, vključno z Beogradom in Smederevim ter izgnali tamkajšnje otomansko prebivalstvo. 
Po zavrnitvi vojaške pomoči Srbom s strani Rusije in zatrtju vstaje, ko so morali uporniki oktobra 1813 predati Beograd, je moral Karađorđe zbežati iz Srbije in se vrniti v Avstrijo. Tam so ga aretirali, ter ga kljub turškim zahtevam predali Rusiji, ki mu je ponudila zatočišče. Kmalu se je pod imenom »Filiki Eteria« pridružil grškim borcem, ki so načrtovali upor proti otomanski oblasti. Skrivaj se je vrnil v Srbijo julija 1817, kjer pa so ga kmalu izsledili in umorili privrženci Miloša Obrenovića, njegovega uporniškega rivala, ki je bil zaskrbljen, da bi se zaradi Karađorđa Turki odrekli koncesijam, ki so jih sprejeli po Drugi srbski vstaji leta 1815.
Karađorđe velja za ustanovitelja dinastije Karađorđevićev, ki so v 19. in 20. stoletju vladali 
Srbiji v več intervalih. Njegov umor je povzročil nasilen, desetletni spor med njegovimi potomci in Obrenovići, s katerimi so se izmenjevali na srbskem prestolu.
Đorđe Petrovič je bil sprva pokopan v Radovanjskem Lugu. Kneginja Ljubica, žena Miloša Obrenovića je dosegla, da so ga leta 1819 prekopali v cerkev Matere Božje v Topoli, kjer je dal Miloš Obrenović postaviti marmorno ploščo z napisom o zaslugah pokojnika in tudi o tem, da je postal žrtev zarote, ki so jo izvedli Turki, vendar s tem Srbov ni preslepil. Leta 1930 so posmrtne ostanke prenesli v kripto mavzoleja na hribu Oplenac nad Topolo, ki ga je dal zgraditi njegov vnuk, kralj Peter I. Karadžordžević.